# رون سانتو
رون سانتو (بالإنجليزية: Ron Santo)‏ هو لاعب كرة قاعدة أمريكي، ولد في 25 فبراير 1940 في سياتل في الولايات المتحدة، وتوفي في 3 ديسمبر 2010 في سكوتسديل في الولايات المتحدة بسبب سرطان المثانة والسكري.

## وصلات خارجية
- رون سانتو على موقعبيزبول رفرنس.كوم (الدوري الرئيسي) (الإنجليزية)
- رون سانتو على موقع جمعية أبحاث البيسبول الأمريكية (الإنجليزية)
- رون سانتو على موقع مشجعي الرسوم البيانية (الإنجليزية)
- رون سانتو على موقع قاعة مشاهير كرة القاعدة (الإنجليزية)
- رون سانتو على موقع إن إن دي بي (الإنجليزية)